# Motna poljska stenica
Motna poljska stenica (znanstveno ime Lygus rugulipennis) je vrsta travniških stenic, ki je škodljivec na poljih in vrtovih.

## Opis
Imago motne poljske stenice doseže v dolžino med 5 in 6 mm. V širino dosežejo do 2,5 mm in so ovalne oblike. Zanje je značilen vzorec v obliki črke V na hrbtni strani oprsja in zadka. Posamezni osebki so lahko zelo različnih barv, od zelene do rjave. Samci so običajno bolj izrazito obarvani. Podobni vrsti sta travniška stenica in gozdni tekač. Ličinke so svetlo zele barve in so v začetku zelo podobne listnim ušem, le da se od njih že na prvi pogled ločijo po tem, da se veliko hitreje premikajo.

## Razširjenost in habitat
Motna poljska stenica je razširjena po celotni Evropi in nearktiki. Običajno se zadržujejo v vrtovih in na njivah z bujno vegetacijo.

## Biologija
Gre za izrazito polifagno vrsto, ki se hrani na deteljah, metlikah, kislicah, križnicah, metuljnicah, koprivovkah in nebinovkah. Poleg tega velja za škodljivca še ne krompirju in žitaricah. Odrasli hrošči so prisotni skozi vse leto, največ pa jih je opaziti v poznem poletju. Zimo običajno preživijo med odpadlim listjem.